# Bboom Bboom
"Bboom Bboom" (tiếng Hàn: 뿜뿜; Romaja: Ppumppum, cách điệu là "BBoom BBoom") là một bài hát của nhóm nhạc nữ Hàn Quốc Momoland, là bài hát chính trong album của họ: Great!. Bài hát được phát hành vào ngày 3 tháng 1 năm 2ndh018 bởi Công ty Dublekick và được phân phối bởi LOEN Entertainment. Phiên bản tiếng Nhật của bài hát đã được King Records phát hành dưới dạng đĩa CD vào ngày 13 tháng 6 năm 2018.
Được sáng tác bởi Shinsadong Tiger và Beom x Nang, 2 tháng sau khi phát hành "Bboom Bboom" đã đạt vị trí thứ 2 trên Bảng xếp hạng Kỹ thuật số Gaon tuần 25, tháng 2. Bài hát đã được đề cử vị trí đầu tiên trong chương trình âm nhạc Inkigayo trong 12 tuần liên tiếp. Tính đến thời điểm tháng 9 năm 2018, video âm nhạc đã đạt được hơn 250 triệu lượt xem trên YouTube. Với hơn 100 triệu lượt nghe, đây là bài hát của nhóm nhạc nữ đầu tiên giành được chứng nhận Bạch kim từ Bảng xếp hạng âm nhạc Gaon. Momoland cũng được trao giải Màn trình diễn vũ đạo xuất sắc nhất tại MBC Plus X Genie Music Awards 2018.

## Sáng tác

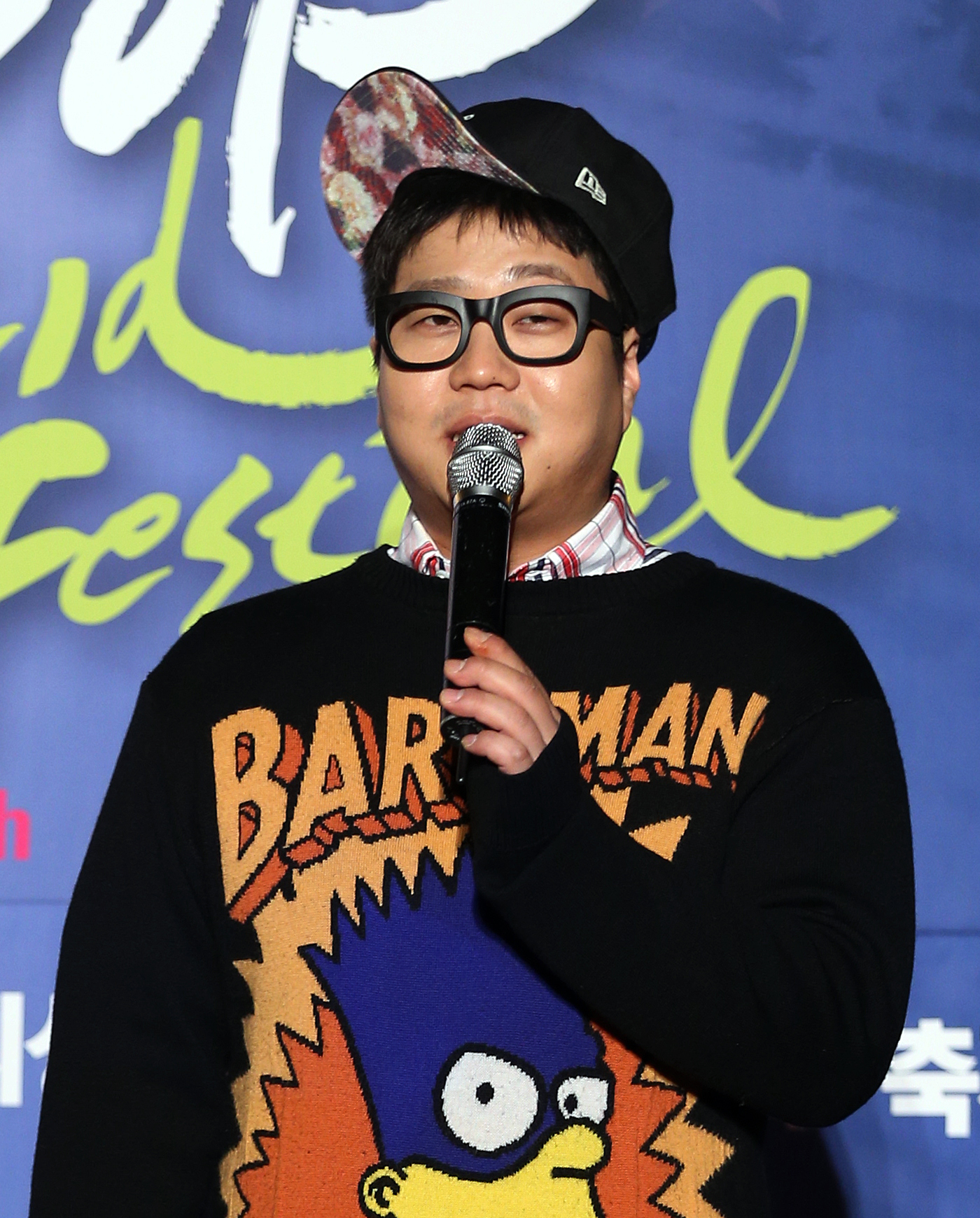
Shinsadong Tiger, nhà soạn nhạc và viết lời cho composer and lyricist of "Bboom Bboom" (ảnh in 2013).

"Bboom Bboom" là một bài hát dance-pop và electro swing. Bài hát được Shinsadong Tiger và Beom x Nang soạn nhạc và viết lời. Shinsadong Tiger được ghi công là nhà sản xuất. Bài hát được viết với bộ khóa của Mi giáng thứ và có 126 nhịp mỗi phút.

## Hiệu suất thương mại

### Phiên bản tiếng Nhật
"Bboom Bboom" khi phát hành đã đạt vị trí thứ 4 trên Bảng xếp Oricon trong tuần đầu tiên. Trong tuần thứ hai, đĩa đơn đã tụt xuống vị trí 20. Bài hát nằm ở vị trí thứ 17 trong tháng 6 năm 2018 với 22.178 bản được bán.
Bài hát được xếp ở vị trí 62 trong bảng xếp hạng Billboard Japan Hot 100 Year End, xếp ở vị trí 76 trong Top Streaming Songs.

## Danh sách bài hát
| Bboom Bboom - EP | Bboom Bboom - EP                                      | Bboom Bboom - EP                              | Bboom Bboom - EP       | Bboom Bboom - EP |
| STT              | Nhan đề                                               | Phổ nhạc                                      | Người sáng tác         | Thời lượng       |
| ---------------- | ----------------------------------------------------- | --------------------------------------------- | ---------------------- | ---------------- |
| 1.               | "Bboom Bboom" (-Japanese ver.-)                       | Shinsadong Tiger Bumi                         | Nangi Shinsadong Tiger | 3:28             |
| 2.               | "Welcome to MOMOLAND" (-Japanese ver.-)               | Jake K (Full8loom) Andreas Oberg Skylar Mones | Jake K (Full8loom)     | 3:27             |
| 3.               | "Bboom Bboom" (-Japanese ver.-; Instrumental)         | Shinsadong Tiger Bumi                         | Nangi Shinsadong Tiger | 3:28             |
| 4.               | "Welcome to MOMOLAND" (-Japanese ver.-; Instrumental) | Jake K (Full8loom) Andreas Oberg Skylar Mones | Jake K (Full8loom)     | 3:27             |
| Tổng thời lượng: | Tổng thời lượng:                                      | Tổng thời lượng:                              | Tổng thời lượng:       | 13:50            |

## Tranh cãi
Cùng tháng mà bài hát được phát hành, Serebro đã cáo buộc bài hát của Momoland "Bboom Bboom" đã đạo nhái bài hát " Mi Mi Mi " của họ. Shinsadong Tiger đã bác bỏ các cáo buộc bằng cách chỉ ra rằng "dòng bass của bài này thường được dùng trong các bài hát thuộc thể loại nhạc retro hoặc electro swing, cũng như hợp âm 4-stanza".

## Bảng xếp hạng

### Bảng xếp hạng hàng tuần
| Bảng xếp hạng (2018)                   | Vị trí cao nhất |
| -------------------------------------- | --------------- |
| Nhật Bản (Billboard Japan Hot 100)     | 9               |
| Nhật Bản (Oricon Singles Chart)        | 4               |
| Hàn Quốc (Gaon Digital Chart)          | 2               |
| Hàn Quốc (Kpop Hot 100)                | 2               |
| Hoa Kỳ World Digital Songs (Billboard) | 4               |

### Bảng xếp hạng cuối năm
| Bảng xếp hạng (2018)               | Vị trí |
| ---------------------------------- | ------ |
| Nhật Bản (Billboard Japan Hot 100) | 62     |
| Hàn Quốc (Gaon Digital Chart)      | 4      |

## Giải thưởng

### Giải thưởng âm nhạc MBC Plus X Genie
Bài hát "Bboom Bboom" đã thắng hạng mục "Ca khúc Dance (Nhóm nhạc nữ) vào năm 2018.

### Giải thưởng chương trình âm nhạc
| Chương trình              | Ngày                     | Tham khảo |
| ------------------------- | ------------------------ | --------- |
| M Countdown (Mnet)        | Ngày 11 tháng 1 năm 2018 | [ 19 ]    |
| M Countdown (Mnet)        | Ngày 22 tháng 2 năm 2018 | [ 20 ]    |
| Show Champion (MBC Music) | Ngày 31 tháng 1 năm 2018 | [ 21 ]    |
| The Show (SBS MTV)        | Ngày 6 tháng 2 năm 2018  | [ 22 ]    |
| Music Bank (KBS)          | Ngày 23 tháng 2 năm 2018 | [ 23 ]    |
| Inkigayo (SBS)            | Ngày 11 tháng 3 năm 2018 | [ 24 ]    |
| Inkigayo (SBS)            | Ngày 8 tháng 4 năm 2018  | [ 25 ]    |

## Chứng nhận
| Quốc gia                                                                                 | Chứng nhận | Số đơn vị/doanh số chứng nhận |
| ---------------------------------------------------------------------------------------- | ---------- | ----------------------------- |
| Hàn Quốc (KMCA)                                                                          | Bạch kim   | 2.500.000*                    |
| Streaming                                                                                |            |                               |
| Hàn Quốc (KMCA)                                                                          | Bạch kim   | 100.000.000                   |
| * Chứng nhận dựa theo doanh số tiêu thụ. · Chứng nhận dựa theo doanh số phát trực tuyến. |            |                               |

## Ghi công và nhân sự
Chitieest ghi công được lấy từ Melon.
- Momoland – giọng hát
- Beom x Nang – soạn nhạc, viết lời
- Shinsadong Tiger – soạn nhạc, viết lời, biên khúc

## Lịch sử phát hành
| Phiên bản  | Vùng          | Ngày             | Định dạng                           | Nhãn                                    |
| ---------- | ------------- | ---------------- | ----------------------------------- | --------------------------------------- |
| Tiếng Hàn  | Toàn thế giới | 3 tháng 1, 2018  | Tải nhạc Phát trực tuyến            | Duble Kick Entertainment Kakao M [ 28 ] |
| Tiếng Nhật | Toàn thế giới | 13 tháng 6, 2018 | Đĩa đơn CD tải nhạc phát trực tuyến | King                                    |